# Patrick Queen
Patrick Queen (Livonia, 13 agosto 1999) è un giocatore di football americano statunitense che milita nel ruolo di linebacker per i Pittsburgh Steelers della National Football League (NFL).

## Carriera universitaria
Queen nella sua prima stagione a LSU mise a segno 6 tackle in 12 partite giocate. L'anno seguente ebbe 40 tackle e un sack. Prima della sua ultima stagione fu inserito nella lista dei possibili candidati al Butkus Award. La sua stagione regolare si chiuse con 69 tackle, 2,5 sack, 3 passaggi deviati e un intercetto. Fu nominato miglior difensore della finale del campionato NCAA con 8 placcaggi e un sack condiviso nella vittoria contro Clemson. A fine anno Queen annunciò la sua decisione di passare tra i professionisti.

## Carriera professionistica

### Baltimore Ravens
Queen fu scelto nel corso del primo giro (28º assoluto) del Draft NFL 2020 dai Baltimore Ravens. Debuttò come professionista nella gara del primo turno contro i Cleveland Browns mettendo a segno 8 tackle, un fumble forzato e un sack su Baker Mayfield nella vittoria. Nella settimana 5 prima forzò un fumble sull'ex compagno a LSU Joe Burrow che recuperò egli stesso e poi ne recuperò un altro di Marlon Humphrey ritornandolo per 53 yard in touchdown. Per questa prestazione fu premiato come miglior difensore della AFC della settimana. A fine stagione fu inserito nella formazione ideale dei rookie dalla Pro Football Writers Association dopo avere concluso con 102 tackle, 3 sack, un intercetto e 2 fumble forzati.
Nel 2023 Queen fu convocato per il suo primo Pro Bowl e inserito nel Second-team All-Pro dopo avere fatto registrare 133 placcaggi, 3,5 sack, un intercetto e un fumble forzato.

### Pittsburgh Steelers
Il 12 marzo 2024 Queen firmò con i Pittsburgh Steelers un contratto triennale del valore di 41 milioni di dollari. Nel sesto turno mise a segno 13 tackle nella vittoria sui Raiders.

## Palmarès
- Convocazioni al Pro Bowl: 1

2023
- Second-team All-Pro: 1

2023
- Difensore della AFC della settimana: 1

5ª del 2020
- PFWA All-Rookie Team - 2020